# Campeonato de Primera B 2013-14 (Argentina)
El Campeonato de la Primera B 2013-14 fue la octogésima primera edición del campeonato de tercera división del fútbol argentino en el orden de los clubes directamente afiliados a la AFA. Dio comienzo el 2 de agosto de 2013 y finalizó el 8 de junio de 2014. El fixture fue programado el 10 de julio.
Los nuevos equipos participantes fueron los ascendidos UAI Urquiza, que resultó campeón de la Primera C y Fénix, que obtuvo el segundo ascenso tras ganar el Torneo reducido de la misma categoría, ambos debutantes. Por su parte, los descendidos desde la Primera B Nacional fueron Nueva Chicago, que regresó tras un año en la categoría superior y Deportivo Merlo, que descendió tras cuatro temporadas en el Nacional B.

## Ascensos y descensos
| Posición | Descendidos de la Primera B 2012-13 |
| -------- | ----------------------------------- |
| 20.º     | San Telmo                           |
| 21.º     | Central Córdoba                     |

| Posición  | Ascendidos de la Primera C 2012-13 |
| --------- | ---------------------------------- |
| 1.º       | UAI Urquiza                        |
| Gan. Red. | Fénix                              |

| Posición  | Ascendidos a la Primera B Nacional 2013-14 |
| --------- | ------------------------------------------ |
| 1.º       | Villa San Carlos                           |
| Gan. Red. | Brown de Adrogué                           |

| Posición | Descendidos de la Primera B Nacional 2012-13 |
| -------- | -------------------------------------------- |
| 19.º     | Deportivo Merlo                              |
| 20.º     | Nueva Chicago                                |

## Equipos participantes
| Equipo                 | Localidad           | Estadio                       | Capacidad |
| ---------------------- | ------------------- | ----------------------------- | --------- |
| Acassuso               | Boulogne            | La Quema                      | 800       |
| Almagro                | José Ingenieros     | Tres de Febrero               | 19 000    |
| Atlanta                | Buenos Aires        | Don León Kolbovsky            | 14 500    |
| Barracas Central       | Buenos Aires        | Claudio Chiqui Tapia          | 4400      |
| Chacarita Juniors      | Villa Maipú         | Chacarita Juniors             | 20 844    |
| Colegiales             | Munro               | Colegiales                    | 6500      |
| Comunicaciones         | Buenos Aires        | Alfredo Ramos                 | 3500      |
| Defensores de Belgrano | Buenos Aires        | Juan Pasquale                 | 8750      |
| Deportivo Armenio      | Ingeniero Maschwitz | Armenia                       | 10 500    |
| Deportivo Merlo        | Parque San Martín   | José Manuel Moreno            | 10 000    |
| Deportivo Morón        | Morón               | Nuevo Francisco Urbano        | 32 000    |
| Estudiantes            | Caseros             | Ciudad de Caseros             | 16 740    |
| Fénix                  | Pilar               | Carlos Barraza                | 10 000    |
| Flandria               | Jáuregui            | Carlos V                      | 5000      |
| Los Andes              | Lomas de Zamora     | Eduardo Gallardón             | 36 942    |
| Nueva Chicago          | Buenos Aires        | República de Mataderos        | 25 000    |
| Platense               | Florida             | Ciudad de Vicente López       | 31 030    |
| Temperley              | Turdera             | Alfredo Beranger              | 21 000    |
| Tristán Suárez         | Tristán Suárez      | 20 de Octubre                 | 15 000    |
| UAI Urquiza            | Villa Lynch         | Monumental de Villa Lynch     | 1000      |
| Villa Dálmine          | Campana             | El Coliseo de Mitre y Puccini | 11 250    |

### Distribución geográfica de los equipos
| Región                                   | Cant. | Equipos |
| ---------------------------------------- | ----- | --- |
| Conurbano bonaerense                     | 13    | Acassuso, Almagro, Chacarita Juniors, Colegiales, Deportivo Armenio, Deportivo Merlo, Deportivo Morón, Estudiantes, Los Andes, Platense, Temperley, Tristán Suárez y UAI Urquiza |
| Ciudad de Buenos Aires                   | 5     | Atlanta, Barracas Central, Comunicaciones, Defensores de Belgrano y Nueva Chicago                                                                                                |
| Interior de la provincia de Buenos Aires | 3     | Fénix, Flandria y Villa Dálmine. |

## Formato

### Competición
Se disputó un torneo de 42 fechas por acumulación de puntos, donde jugaron todos contra todos, a dos ruedas.

### Ascensos
El equipo que obtuvo más puntos fue el campeón y ascendió directamente a la Primera B Nacional. Los equipos ubicados del 2.º al 5.º lugar participaron en un Torneo Reducido cuadrangular, por eliminación directa, que se jugó a dos partidos. En caso de empate se definía por tiros desde el punto penal. El ganador del Torneo Reducido ascendió junto con el campeón.

### Descensos
Los equipos que al finalizar la temporada ocuparon los dos últimos lugares de la tabla de promedios perdieron la categoría, descendiendo a la Primera C.

## Tabla de posiciones final
| Pos  | Equipo                 | Pts | PJ | PG | PE | PP | GF | GC | Dif |
| ---- | ---------------------- | --- | -- | -- | -- | -- | -- | -- | --- |
| 1.º  | Nueva Chicago          | 73  | 40 | 20 | 13 | 7  | 42 | 23 | 19  |
| 2.º  | Temperley              | 66  | 40 | 17 | 15 | 8  | 52 | 41 | 11  |
| 3.º  | Atlanta                | 65  | 40 | 16 | 17 | 7  | 40 | 25 | 15  |
| 4.º  | Platense               | 64  | 40 | 17 | 13 | 10 | 53 | 38 | 15  |
| 5.º  | Defensores de Belgrano | 61  | 40 | 15 | 16 | 9  | 33 | 24 | 9   |
| 6.º  | Fénix                  | 60  | 40 | 17 | 9  | 14 | 53 | 47 | 6   |
| 7.º  | Los Andes              | 58  | 40 | 15 | 13 | 12 | 40 | 33 | 7   |
| 8.º  | Barracas Central       | 58  | 40 | 14 | 16 | 10 | 39 | 34 | 5   |
| 9.º  | Deportivo Morón        | 56  | 40 | 15 | 11 | 14 | 43 | 38 | 5   |
| 10.º | Chacarita Juniors      | 54  | 40 | 14 | 12 | 14 | 41 | 43 | -2  |
| 11.º | Deportivo Merlo        | 53  | 40 | 13 | 14 | 13 | 40 | 35 | 5   |
| 12.º | Almagro                | 53  | 40 | 13 | 14 | 13 | 31 | 36 | -5  |
| 13.º | Tristán Suárez         | 51  | 40 | 11 | 18 | 11 | 36 | 40 | -4  |
| 14.º | Estudiantes            | 48  | 40 | 11 | 15 | 14 | 34 | 34 | 0   |
| 15.º | Deportivo Armenio      | 47  | 40 | 10 | 17 | 13 | 38 | 39 | -1  |
| 16.º | Acassuso               | 47  | 40 | 10 | 17 | 13 | 36 | 39 | -3  |
| 17.º | UAI Urquiza            | 47  | 40 | 13 | 8  | 19 | 37 | 52 | -15 |
| 18.º | Comunicaciones         | 44  | 40 | 10 | 14 | 16 | 31 | 38 | -7  |
| 19.º | Villa Dálmine          | 44  | 40 | 10 | 14 | 16 | 34 | 42 | -8  |
| 20.º | Flandria               | 35  | 40 | 7  | 14 | 19 | 31 | 55 | -24 |
| 21.º | Colegiales             | 30  | 40 | 6  | 12 | 22 | 22 | 50 | -28 |

| 1. |

|  |                                                                                  |
|  | Se consagró campeón y ascendió a la Primera B Nacional.                          |
|  | Participaron del Torneo Reducido por el segundo ascenso a la Primera B Nacional. |
|  | Ganó el Torneo Reducido y ascendió a la Primera B Nacional.                      |

### Evolución de las posiciones

#### Primera rueda
| Equipo / Fecha    |      |      |      |      |      |      |      |      |      |      |      |      |      |      |      |      |      |      |      |      |      |
| Equipo / Fecha    | 1    | 2    | 3    | 4    | 5    | 6    | 7    | 8    | 9    | 10   | 11   | 12   | 13   | 14   | 15   | 16   | 17   | 18   | 19   | 20   | 21   |
| ----------------- | ---- | ---- | ---- | ---- | ---- | ---- | ---- | ---- | ---- | ---- | ---- | ---- | ---- | ---- | ---- | ---- | ---- | ---- | ---- | ---- | ---- |
| Acassuso          | 7.º  | 10.º | 10.º | 7.º  | 7.º  | 10.º | 12.º | 8.º  | 11.º | 10.º | 12.º | 14.º | 16.º | 11.º | 13.º | 12.º | 13.º | 15.º | 16.º | 17.º | 16.º |
| Almagro           | 4.º  | 2.º  | 4.º  | 1.º  | 3.º  | 4.º  | 8.º  | 9.º  | 8.º  | 12.º | 14.º | 15.º | 17.º | 16.º | 12.º | 15.º | 16.º | 16.º | 15.º | 15.º | 15.º |
| Atlanta           | 8.º  | 15.º | 9.º  | 12.º | 9.º  | 8.º  | 11.º | 12.º | 7.º  | 9.º  | 9.º  | 13.º | 7.º  | 1.º  | 1.º  | 4.º  | 1.º  | 1.º  | 1.º  | 1.º  | 1.º  |
| Barracas Central  | 11.º | 13.º | 12.º | 18.º | 20.º | 16.º | 14.º | 17.º | 19.º | 19.º | 19.º | 19.º | 18.º | 18.º | 19.º | 19.º | 19.º | 18.º | 18.º | 18.º | 19.º |
| Chacarita Juniors | 12.º | 16.º | 8.º  | 4.º  | 2.º  | 2.º  | 1.º  | 1.º  | 4.º  | 7.º  | 7.º  | 10.º | 13.º | 15.º | 10.º | 11.º | 8.º  | 10.º | 6.º  | 12.º | 7.º  |
| Colegiales        | 17.º | 7.º  | 16.º | 14.º | 15.º | 18.º | 18.º | 19.º | 20.º | 20.º | 20.º | 20.º | 21.º | 21.º | 20.º | 21.º | 20.º | 19.º | 19.º | 20.º | 20.º |
| Comunicaciones    | 5.º  | 8.º  | 17.º | 16.º | 19.º | 14.º | 17.º | 13.º | 13.º | 14.º | 11.º | 6.º  | 11.º | 13.º | 14.º | 14.º | 14.º | 12.º | 8.º  | 10.º | 11.º |
| Def. de Belgrano  | 6.º  | 6.º  | 6.º  | 2.º  | 1.º  | 1.º  | 2.º  | 4.º  | 2.º  | 2.º  | 2.º  | 1.º  | 4.º  | 4.º  | 4.º  | 1.º  | 6.º  | 4.º  | 4.º  | 7.º  | 10.º |
| Deportivo Armenio | 13.º | 14.º | 7.º  | 10.º | 13.º | 17.º | 20.º | 20.º | 17.º | 16.º | 17.º | 18.º | 19.º | 19.º | 18.º | 18.º | 17.º | 14.º | 12.º | 8.º  | 8.º  |
| Deportivo Merlo   | 16.º | 21.º | 15.º | 13.º | 18.º | 19.º | 19.º | 15.º | 14.º | 15.º | 16.º | 16.º | 14.º | 9.º  | 3.º  | 8.º  | 9.º  | 8.º  | 14.º | 14.º | 14.º |
| Deportivo Morón   | 20.º | 17.º | 20.º | 15.º | 14.º | 9.º  | 5.º  | 3.º  | 2.º  | 5.º  | 5.º  | 7.º  | 8.º  | 2.º  | 6.º  | 2.º  | 3.º  | 2.º  | 2.º  | 2.º  | 2.º  |
| Estudiantes       | 21.º | 18.º | 18.º | 11.º | 11.º | 13.º | 13.º | 10.º | 9.º  | 4.º  | 3.º  | 4.º  | 9.º  | 8.º  | 11.º | 7.º  | 7.º  | 11.º | 7.º  | 11.º | 13.º |
| Fénix             | 15.º | 19.º | 19.º | 20.º | 12.º | 15.º | 9.º  | 14.º | 16.º | 11.º | 13.º | 9.º  | 12.º | 14.º | 16.º | 13.º | 11.º | 6.º  | 10.º | 4.º  | 3.º  |
| Flandria          | 18.º | 20.º | 21.º | 21.º | 21.º | 21.º | 21.º | 21.º | 21.º | 21.º | 21.º | 21.º | 20.º | 20.º | 21.º | 20.º | 21.º | 21.º | 21.º | 21.º | 21.º |
| Los Andes         | 1.º  | 4.º  | 1.º  | 3.º  | 5.º  | 5.º  | 6.º  | 11.º | 10.º | 6.º  | 6.º  | 8.º  | 3.º  | 3.º  | 7.º  | 5.º  | 4.º  | 7.º  | 9.º  | 5.º  | 9.º  |
| Nueva Chicago     | 9.º  | 11.º | 13.º | 9.º  | 8.º  | 6.º  | 4.º  | 2.º  | 1.º  | 1.º  | 1.º  | 2.º  | 1.º  | 5.º  | 9.º  | 6.º  | 10.º | 9.º  | 13.º | 9.º  | 5.º  |
| Platense          | 2.º  | 5.º  | 2.º  | 6.º  | 4.º  | 3.º  | 3.º  | 5.º  | 6.º  | 8.º  | 10.º | 5.º  | 2.º  | 6.º  | 2.º  | 3.º  | 2.º  | 3.º  | 5.º  | 6.º  | 6.º  |
| Temperley         | 3.º  | 1.º  | 3.º  | 5.º  | 6.º  | 7.º  | 10.º | 6.º  | 5.º  | 3.º  | 4.º  | 3.º  | 5.º  | 7.º  | 8.º  | 10.º | 5.º  | 5.º  | 3.º  | 3.º  | 4.º  |
| Tristán Suárez    | 14.º | 2.º  | 5.º  | 8.º  | 10.º | 11.º | 7.º  | 7.º  | 12.º | 13.º | 8.º  | 12.º | 6.º  | 10.º | 5.º  | 9.º  | 12.º | 13.º | 11.º | 13.º | 12.º |
| UAI Urquiza       | 10.º | 12.º | 11.º | 17.º | 16.º | 12.º | 16.º | 18.º | 15.º | 18.º | 18.º | 17.º | 15.º | 17.º | 17.º | 17.º | 18.º | 20.º | 20.º | 19.º | 17.º |
| Villa Dálmine     | 19.º | 9.º  | 14.º | 19.º | 17.º | 20.º | 15.º | 16.º | 18.º | 17.º | 15.º | 11.º | 10.º | 12.º | 15.º | 16.º | 15.º | 17.º | 17.º | 16.º | 18.º |

#### Segunda rueda
| Equipo / Fecha    |      |      |      |      |      |      |      |      |      |      |      |      |      |      |      |      |      |      |      |      |      |
| Equipo / Fecha    | 22   | 23   | 24   | 25   | 26   | 27   | 28   | 29   | 30   | 31   | 32   | 33   | 34   | 35   | 36   | 37   | 38   | 39   | 40   | 41   | 42   |
| ----------------- | ---- | ---- | ---- | ---- | ---- | ---- | ---- | ---- | ---- | ---- | ---- | ---- | ---- | ---- | ---- | ---- | ---- | ---- | ---- | ---- | ---- |
| Acassuso          | 15.º | 13.º | 13.º | 14.º | 16.º | 17.º | 14.º | 17.º | 17.º | 17.º | 18.º | 19.º | 19.º | 15.º | 17.º | 19.º | 15.º | 15.º | 15.º | 14.º | 16.º |
| Almagro           | 16.º | 15.º | 15.º | 12.º | 12.º | 12.º | 12.º | 11.º | 12.º | 12.º | 12.º | 11.º | 11.º | 12.º | 13.º | 14.º | 13.º | 12.º | 12.º | 11.º | 12.º |
| Atlanta           | 1.º  | 1.º  | 1.º  | 1.º  | 1.º  | 1.º  | 1.º  | 2.º  | 2.º  | 2.º  | 2.º  | 2.º  | 2.º  | 2.º  | 2.º  | 3.º  | 3.º  | 3.º  | 3.º  | 3.º  | 3.º  |
| Barracas Central  | 20.º | 17.º | 19.º | 17.º | 17.º | 15.º | 17.º | 15.º | 13.º | 15.º | 17.º | 15.º | 13.º | 14.º | 12.º | 10.º | 11.º | 9.º  | 9.º  | 7.º  | 8.º  |
| Chacarita Juniors | 6.º  | 3.º  | 4.º  | 4.º  | 4.º  | 4.º  | 4.º  | 5.º  | 6.º  | 7.º  | 11.º | 9.º  | 7.º  | 8.º  | 7.º  | 8.º  | 8.º  | 10.º | 11.º | 12.º | 10.º |
| Colegiales        | 18.º | 19.º | 20.º | 20.º | 20.º | 20.º | 20.º | 20.º | 20.º | 20.º | 20.º | 20.º | 20.º | 21.º | 21.º | 21.º | 21.º | 21.º | 21.º | 21.º | 21.º |
| Comunicaciones    | 11.º | 12.º | 12.º | 15.º | 14.º | 16.º | 16.º | 14.º | 16.º | 16.º | 15.º | 16.º | 18.º | 19.º | 19.º | 17.º | 19.º | 19.º | 19.º | 19.º | 18.º |
| Def. de Belgrano  | 9.º  | 7.º  | 6.º  | 6.º  | 6.º  | 8.º  | 9.º  | 12.º | 9.º  | 9.º  | 9.º  | 12.º | 10.º | 10.º | 8.º  | 6.º  | 7.º  | 5.º  | 5.º  | 5.º  | 5.º  |
| Deportivo Armenio | 10.º | 10.º | 11.º | 13.º | 13.º | 14.º | 15.º | 16.º | 14.º | 13.º | 13.º | 13.º | 14.º | 13.º | 14.º | 13.º | 14.º | 14.º | 14.º | 16.º | 15.º |
| Deportivo Merlo   | 14.º | 11.º | 9.º  | 8.º  | 8.º  | 7.º  | 8.º  | 6.º  | 3.º  | 3.º  | 3.º  | 4.º  | 6.º  | 9.º  | 10.º | 11.º | 9.º  | 11.º | 10.º | 10.º | 11.º |
| Deportivo Morón   | 2.º  | 5.º  | 7.º  | 7.º  | 7.º  | 9.º  | 10.º | 8.º  | 10.º | 10.º | 10.º | 8.º  | 9.º  | 7.º  | 5.º  | 4.º  | 5.º  | 6.º  | 7.º  | 8.º  | 9.º  |
| Estudiantes       | 13.º | 16.º | 17.º | 18.º | 18.º | 18.º | 18.º | 18.º | 18.º | 18.º | 16.º | 17.º | 16.º | 18.º | 18.º | 18.º | 17.º | 17.º | 17.º | 17.º | 14.º |
| Fénix             | 7.º  | 6.º  | 5.º  | 5.º  | 5.º  | 6.º  | 5.º  | 3.º  | 4.º  | 4.º  | 4.º  | 3.º  | 3.º  | 3.º  | 6.º  | 9.º  | 10.º | 8.º  | 8.º  | 6.º  | 6.º  |
| Flandria          | 21.º | 21.º | 21.º | 21.º | 21.º | 21.º | 21.º | 21.º | 21.º | 21.º | 21.º | 21.º | 21.º | 20.º | 20.º | 20.º | 20.º | 20.º | 20.º | 20.º | 20.º |
| Los Andes         | 8.º  | 9.º  | 10.º | 10.º | 10.º | 10.º | 7.º  | 9.º  | 7.º  | 8.º  | 7.º  | 7.º  | 8.º  | 6.º  | 9.º  | 7.º  | 6.º  | 7.º  | 6.º  | 9.º  | 7.º  |
| Nueva Chicago     | 3.º  | 2.º  | 2.º  | 2.º  | 2.º  | 2.º  | 2.º  | 1.º  | 1.º  | 1.º  | 1.º  | 1.º  | 1.º  | 1.º  | 1.º  | 1.º  | 1.º  | 1.º  | 1.º  | 1.º  | 1.º  |
| Platense          | 5.º  | 4.º  | 3.º  | 3.º  | 3.º  | 3.º  | 3.º  | 4.º  | 5.º  | 5.º  | 5.º  | 5.º  | 5.º  | 4.º  | 3.º  | 5.º  | 4.º  | 4.º  | 4.º  | 4.º  | 4.º  |
| Temperley         | 4.º  | 8.º  | 8.º  | 9.º  | 9.º  | 5.º  | 6.º  | 7.º  | 8.º  | 6.º  | 6.º  | 6.º  | 4.º  | 5.º  | 4.º  | 2.º  | 2.º  | 2.º  | 2.º  | 2.º  | 2.º  |
| Tristán Suárez    | 12.º | 14.º | 14.º | 11.º | 11.º | 11.º | 11.º | 10.º | 11.º | 11.º | 10.º | 10.º | 12.º | 11.º | 11.º | 12.º | 12.º | 13.º | 13.º | 13.º | 13.º |
| UAI Urquiza       | 17.º | 18.º | 16.º | 17.º | 19.º | 19.º | 19.º | 19.º | 19.º | 19.º | 19.º | 18.º | 17.º | 17.º | 16.º | 16.º | 18.º | 16.º | 16.º | 15.º | 17.º |
| Villa Dálmine     | 19.º | 20.º | 18.º | 16.º | 15.º | 13.º | 13.º | 13.º | 15.º | 14.º | 14.º | 14.º | 15.º | 16.º | 15.º | 15.º | 16.º | 18.º | 18.º | 18.º | 19.º |

## Tabla de descenso
| Pos  | Equipo                 | 11/12 | 12/13 | 13/14 | Total | PJ  | Promedio |
| ---- | ---------------------- | ----- | ----- | ----- | ----- | --- | -------- |
| 1.º  | Nueva Chicago          | 70    | -     | 73    | 143   | 80  | 1,787    |
| 2.º  | Atlanta                | -     | 65    | 65    | 130   | 80  | 1,625    |
| 3.º  | Platense               | 61    | 70    | 64    | 195   | 120 | 1,625    |
| 4.º  | Estudiantes            | 72    | 63    | 48    | 183   | 120 | 1,525    |
| 5.º  | Fénix                  | -     | -     | 60    | 60    | 40  | 1,500    |
| 6.º  | Almagro                | 54    | 64    | 53    | 171   | 120 | 1,425    |
| 7.º  | Chacarita Juniors      | -     | 60    | 54    | 114   | 80  | 1,425    |
| 8.º  | Los Andes              | 61    | 48    | 58    | 167   | 120 | 1,391    |
| 9.º  | Temperley              | 46    | 55    | 66    | 167   | 120 | 1,391    |
| 10.º | Deportivo Merlo        | -     | -     | 53    | 53    | 40  | 1,325    |
| 11.º | Comunicaciones         | 60    | 54    | 44    | 158   | 120 | 1,316    |
| 12.º | Deportivo Armenio      | 50    | 58    | 47    | 155   | 120 | 1,291    |
| 13.º | Barracas Central       | 40    | 56    | 58    | 154   | 120 | 1,283    |
| 14.º | Acassuso               | 55    | 48    | 47    | 150   | 120 | 1,250    |
| 15.º | Colegiales             | 73    | 44    | 30    | 147   | 120 | 1,225    |
| 16.º | Tristán Suárez         | 45    | 50    | 51    | 146   | 120 | 1,216    |
| 17.º | UAI Urquiza            | -     | -     | 47    | 47    | 40  | 1,175    |
| 18.º | Villa Dálmine          | -     | 48    | 44    | 92    | 80  | 1,150    |
| 19.º | Deportivo Morón        | 35    | 47    | 56    | 138   | 120 | 1,150    |
| 20.º | Defensores de Belgrano | 41    | 35    | 61    | 137   | 120 | 1,141    |
| 21.º | Flandria               | 50    | 48    | 35    | 133   | 120 | 1,108    |

|  |                             |
|  | Descendieron a la Primera C |

## Resultados

### Primera rueda
| Acassuso          | 1 - 1 | UAI Urquiza            | Ciudad de Vicente López | 2 de agosto  | 15:30 |
| Villa Dálmine     | 0 - 1 | Comunicaciones         | Jorge Rubén Varela      | 2 de agosto  | 20:00 |
| Barracas Central  | 0 - 0 | Deportivo Armenio      | Claudio Chiqui Tapia    | 3 de agosto  | 15:30 |
| Los Andes         | 2 - 0 | Deportivo Morón        | Eduardo Gallardón       | 3 de agosto  | 15:30 |
| Platense          | 2 - 0 | Estudiantes            | Ciudad de Vicente López | 3 de agosto  | 21:20 |
| Nueva Chicago     | 1 - 1 | Atlanta                | República de Mataderos  | 4 de agosto  | 11:00 |
| Flandria          | 0 - 1 | Defensores de Belgrano | Carlos V                | 4 de agosto  | 11:00 |
| Deportivo Merlo   | 1 - 2 | Temperley              | José Manuel Moreno      | 6 de agosto  | 15:35 |
| Chacarita Juniors | 0 - 0 | Tristán Suárez         | Chacarita Juniors       | 6 de agosto  | 21:05 |
| Almagro           | 1 - 0 | Colegiales             | Claudio Chiqui Tapia    | 27 de agosto | 15:30 |
| Libre: Fénix      |       |                        |                         |              |       |

| UAI Urquiza            | 0 - 0 | Platense          | Monumental de Villa Lynch | 12 de agosto | 15:30 |
| Temperley              | 2 - 1 | Fénix             | Alfredo Beranger          | 12 de agosto | 21:00 |
| Defensores de Belgrano | 0 - 0 | Los Andes         | Juan Pasquale             | 13 de agosto | 15:30 |
| Deportivo Armenio      | 0 - 0 | Nueva Chicago     | Armenia                   | 13 de agosto | 15:45 |
| Deportivo Morón        | 0 - 0 | Acassuso          | Nuevo Francisco Urbano    | 13 de agosto | 20:00 |
| Estudiantes            | 0 - 0 | Barracas Central  | Ciudad de Caseros         | 14 de agosto | 15:30 |
| Colegiales             | 1 - 0 | Chacarita Juniors | Colegiales                | 14 de agosto | 15:30 |
| Comunicaciones         | 0 - 1 | Almagro           | Alfredo Ramos             | 14 de agosto | 15:30 |
| Atlanta                | 0 - 1 | Villa Dálmine     | Don León Kolbovsky        | 14 de agosto | 15:30 |
| Tristán Suárez         | 3 - 0 | Deportivo Merlo   | 20 de Octubre             | 14 de agosto | 15:30 |
| Libre: Flandria        |       |                   |                           |              |       |

| Nueva Chicago     | 0 - 0 | Estudiantes            | República de Mataderos  | 17 de agosto | 13:20 |
| Fénix             | 2 - 2 | Tristán Suárez         | Carlos Barraza          | 17 de agosto | 15:30 |
| Platense          | 1 - 0 | Deportivo Morón        | Ciudad de Vicente López | 17 de agosto | 19:00 |
| Barracas Central  | 2 - 2 | UAI Urquiza            | Claudio Chiqui Tapia    | 18 de agosto | 15:30 |
| Deportivo Merlo   | 2 - 0 | Colegiales             | José Manuel Moreno      | 19 de agosto | 15:30 |
| Chacarita Juniors | 2 - 0 | Comunicaciones         | Chacarita Juniors       | 19 de agosto | 15:30 |
| Almagro           | 1 - 2 | Atlanta                | Alfredo Beranger        | 19 de agosto | 15:30 |
| Villa Dálmine     | 1 - 2 | Deportivo Armenio      | Jorge Rubén Varela      | 19 de agosto | 15:30 |
| Acassuso          | 2 - 2 | Defensores de Belgrano | Ciudad de Vicente López | 19 de agosto | 15:30 |
| Los Andes         | 3 - 0 | Flandria               | Eduardo Gallardón       | 20 de agosto | 21:00 |
| Libre: Temperley  |       |                        |                         |              |       |

| Atlanta                | 0 - 2 | Chacarita Juniors | Don León Kolbovsky        | 24 de agosto | 13:05 |
| Flandria               | 0 - 3 | Acassuso          | Carlos V                  | 24 de agosto | 15:30 |
| UAI Urquiza            | 0 - 1 | Nueva Chicago     | Monumental de Villa Lynch | 24 de agosto | 15:30 |
| Deportivo Armenio      | 1 - 2 | Almagro           | Armenia                   | 24 de agosto | 15:30 |
| Colegiales             | 1 - 1 | Fénix             | Colegiales                | 24 de agosto | 15:30 |
| Tristán Suárez         | 1 - 1 | Temperley         | 20 de Octubre             | 24 de agosto | 15:30 |
| Defensores de Belgrano | 3 - 0 | Platense          | Juan Pasquale             | 24 de agosto | 17:05 |
| Estudiantes            | 1 - 0 | Villa Dálmine     | Ciudad de Caseros         | 26 de agosto | 15:30 |
| Comunicaciones         | 0 - 0 | Deportivo Merlo   | Claudio Chiqui Tapia      | 26 de agosto | 15:30 |
| Deportivo Morón        | 1 - 0 | Barracas Central  | Nuevo Francisco Urbano    | 27 de agosto | 21:05 |
| Libre: Los Andes       |       |                   |                           |              |       |

| Chacarita Juniors     | 1 - 0 | Deportivo Armenio      | Chacarita Juniors       | 30 de agosto    | 20:30 |
| Nueva Chicago         | 1 - 1 | Deportivo Morón        | República de Mataderos  | 31 de agosto    | 13:05 |
| Barracas Central      | 2 - 3 | Defensores de Belgrano | Claudio Chiqui Tapia    | 31 de agosto    | 15:30 |
| Temperley             | 0 - 0 | Colegiales             | Alfredo Beranger        | 31 de agosto    | 15:30 |
| Deportivo Merlo       | 1 - 2 | Atlanta                | José Manuel Moreno      | 31 de agosto    | 15:30 |
| Villa Dálmine         | 1 - 1 | UAI Urquiza            | Jorge Rubén Varela      | 31 de agosto    | 15:35 |
| Platense              | 3 - 1 | Flandria               | Ciudad de Vicente López | 2 de septiembre | 21:00 |
| Almagro               | 1 - 1 | Estudiantes            | Tres de Febrero         | 3 de septiembre | 15:30 |
| Fénix                 | 1 - 0 | Comunicaciones         | Carlos Barraza          | 3 de septiembre | 20:00 |
| Acassuso              | 0 - 0 | Los Andes              | Ciudad de Vicente López | 3 de septiembre | 21:00 |
| Libre: Tristán Suárez |       |                        |                         |                 |       |

| Deportivo Morón        | 2 - 1 | Villa Dálmine     | Nuevo Francisco Urbano    | 6 de septiembre  | 20:00 |
| Estudiantes            | 0 - 0 | Chacarita Juniors | Ciudad de Caseros         | 6 de septiembre  | 21:00 |
| Los Andes              | 1 - 1 | Platense          | Eduardo Gallardón         | 7 de septiembre  | 13:00 |
| Flandria               | 0 - 1 | Barracas Central  | Carlos V                  | 8 de septiembre  | 11:15 |
| Comunicaciones         | 2 - 1 | Temperley         | Alfredo Ramos             | 18 de septiembre | 15:30 |
| Colegiales             | 0 - 0 | Tristán Suárez    | Colegiales                | 18 de septiembre | 15:30 |
| Deportivo Armenio      | 0 - 0 | Deportivo Merlo   | Armenia                   | 18 de septiembre | 15:30 |
| UAI Urquiza            | 1 - 0 | Almagro           | Monumental de Villa Lynch | 18 de septiembre | 15:30 |
| Atlanta                | 0 - 0 | Fénix             | Don León Kolbovsky        | 18 de septiembre | 15:30 |
| Defensores de Belgrano | 0 - 0 | Nueva Chicago     | Juan Pasquale             | 25 de septiembre | 21:05 |
| Libre: Acassuso        |       |                   |                           |                  |       |

| Villa Dálmine     | 2 - 1 | Defensores de Belgrano | Jorge Rubén Varela      | 10 de septiembre | 15:30 |
| Tristán Suárez    | 2 - 1 | Comunicaciones         | 20 de Octubre           | 10 de septiembre | 15:30 |
| Deportivo Merlo   | 1 - 1 | Estudiantes            | José Manuel Moreno      | 10 de septiembre | 15:30 |
| Chacarita Juniors | 3 - 0 | UAI Urquiza            | Chacarita Juniors       | 10 de septiembre | 15:45 |
| Almagro           | 0 - 1 | Deportivo Morón        | Tres de Febrero         | 11 de septiembre | 15:00 |
| Nueva Chicago     | 1 - 0 | Flandria               | República de Mataderos  | 11 de septiembre | 15:30 |
| Barracas Central  | 1 - 1 | Los Andes              | Claudio Chiqui Tapia    | 11 de septiembre | 15:30 |
| Fénix             | 2 - 0 | Deportivo Armenio      | Carlos Barraza          | 11 de septiembre | 20:00 |
| Temperley         | 0 - 0 | Atlanta                | Alfredo Beranger        | 11 de septiembre | 21:00 |
| Platense          | 1 - 1 | Acassuso               | Ciudad de Vicente López | 11 de septiembre | 21:00 |
| Libre: Colegiales |       |                        |                         |                  |       |

| Flandria               | 0 - 0 | Villa Dálmine     | Carlos V                  | 14 de septiembre | 12:00 |
| Atlanta                | 0 - 0 | Tristán Suárez    | Don León Kolbovsky        | 14 de septiembre | 13:20 |
| Comunicaciones         | 2 - 0 | Colegiales        | Alfredo Ramos             | 14 de septiembre | 15:30 |
| Deportivo Armenio      | 1 - 2 | Temperley         | Armenia                   | 14 de septiembre | 15:30 |
| Defensores de Belgrano | 1 - 1 | Almagro           | Juan Pasquale             | 14 de septiembre | 19:00 |
| Acassuso               | 1 - 0 | Barracas Central  | Ciudad de Vicente López   | 14 de septiembre | 21:00 |
| UAI Urquiza            | 1 - 2 | Deportivo Merlo   | Monumental de Villa Lynch | 15 de septiembre | 15:30 |
| Deportivo Morón        | 3 - 1 | Chacarita Juniors | Nuevo Francisco Urbano    | 17 de septiembre | 21:05 |
| Los Andes              | 0 - 1 | Nueva Chicago     | Eduardo Gallardón         | 25 de octubre    | 15:30 |
| Estudiantes            | 1 - 0 | Fénix             | Ciudad de Caseros         | 25 de octubre    | 16:00 |
| Libre: Platense        |       |                   |                           |                  |       |

| Villa Dálmine         | 0 - 0 | Los Andes              | Jorge Rubén Varela     | 20 de septiembre | 21:10 |
| Almagro               | 0 - 0 | Flandria               | Tres de Febrero        | 21 de septiembre | 11:00 |
| Nueva Chicago         | 2 - 1 | Acassuso               | República de Mataderos | 21 de septiembre | 13:00 |
| Fénix                 | 0 - 1 | UAI Urquiza            | Carlos Barraza         | 21 de septiembre | 15:30 |
| Colegiales            | 0 - 2 | Atlanta                | Colegiales             | 21 de septiembre | 15:30 |
| Barracas Central      | 0 - 0 | Platense               | Claudio Chiqui Tapia   | 21 de septiembre | 15:30 |
| Chacarita Juniors     | 0 - 2 | Defensores de Belgrano | Chacarita Juniors      | 21 de septiembre | 19:15 |
| Tristán Suárez        | 0 - 3 | Deportivo Armenio      | 20 de Octubre          | 22 de septiembre | 15:30 |
| Deportivo Merlo       | 2 - 2 | Deportivo Morón        | José Manuel Moreno     | 24 de septiembre | 15:30 |
| Temperley             | 1 - 1 | Estudiantes            | Alfredo Beranger       | 24 de septiembre | 21:00 |
| Libre: Comunicaciones |       |                        |                        |                  |       |

| Acassuso                | 0 - 0 | Villa Dálmine     | Ciudad de Vicente López   | 27 de septiembre | 15:30 |
| Los Andes               | 1 - 0 | Almagro           | Eduardo Gallardón         | 28 de septiembre | 11:00 |
| Flandria                | 1 - 0 | Chacarita Juniors | Carlos V                  | 28 de septiembre | 12:30 |
| UAI Urquiza             | 1 - 4 | Temperley         | Monumental de Villa Lynch | 28 de septiembre | 13:00 |
| Deportivo Armenio       | 0 - 0 | Colegiales        | Armenia                   | 28 de septiembre | 15:30 |
| Atlanta                 | 0 - 0 | Comunicaciones    | Don León Kolbovsky        | 28 de septiembre | 16:05 |
| Defensores de Belgrano  | 0 - 0 | Deportivo Merlo   | Juan Pasquale             | 29 de septiembre | 15:30 |
| Estudiantes             | 3 - 1 | Tristán Suárez    | Ciudad de Caseros         | 29 de septiembre | 15:30 |
| Deportivo Morón         | 2 - 3 | Fénix             | Nuevo Francisco Urbano    | 30 de septiembre | 21:00 |
| Platense                | 1 - 1 | Nueva Chicago     | Ciudad de Vicente López   | 1 de octubre     | 19:00 |
| Libre: Barracas Central |       |                   |                           |                  |       |

| Deportivo Merlo   | 1 - 1 | Flandria               | José Manuel Moreno     | 3 de octubre | 15:30 |
| Chacarita Juniors | 2 - 2 | Los Andes              | Chacarita Juniors      | 4 de octubre | 14:00 |
| Tristán Suárez    | 2 - 0 | UAI Urquiza            | 20 de Octubre          | 4 de octubre | 15:30 |
| Almagro           | 0 - 0 | Acassuso               | Tres de Febrero        | 5 de octubre | 12:00 |
| Nueva Chicago     | 0 - 0 | Barracas Central       | República de Mataderos | 5 de octubre | 13:05 |
| Comunicaciones    | 1 - 0 | Deportivo Armenio      | Alfredo Ramos          | 5 de octubre | 15:30 |
| Temperley         | 1 - 1 | Deportivo Morón        | Alfredo Beranger       | 5 de octubre | 20:05 |
| Colegiales        | 0 - 2 | Estudiantes            | Colegiales             | 6 de octubre | 11:00 |
| Villa Dálmine     | 2 - 0 | Platense               | Jorge Rubén Varela     | 6 de octubre | 11:00 |
| Fénix             | 0 - 0 | Defensores de Belgrano | Carlos Barraza         | 6 de octubre | 15:30 |
| Libre: Atlanta    |       |                        |                        |              |       |

| Deportivo Armenio      | 0 - 0 | Atlanta           | Armenia                   | 8 de octubre | 15:30 |
| Deportivo Morón        | 0 - 0 | Tristán Suárez    | Nuevo Francisco Urbano    | 8 de octubre | 21:00 |
| Acassuso               | 1 - 1 | Chacarita Juniors | Ciudad de Vicente López   | 8 de octubre | 21:05 |
| Defensores de Belgrano | 0 - 0 | Temperley         | Juan Pasquale             | 9 de octubre | 15:30 |
| UAI Urquiza            | 3 - 0 | Colegiales        | Monumental de Villa Lynch | 9 de octubre | 15:30 |
| Estudiantes            | 0 - 2 | Comunicaciones    | Ciudad de Caseros         | 9 de octubre | 15:30 |
| Flandria               | 1 - 4 | Fénix             | Carlos V                  | 9 de octubre | 15:30 |
| Barracas Central       | 0 - 1 | Villa Dálmine     | Claudio Chiqui Tapia      | 9 de octubre | 15:30 |
| Platense               | 2 - 0 | Almagro           | Ciudad de Vicente López   | 9 de octubre | 15:30 |
| Los Andes              | 0 - 0 | Deportivo Merlo   | Eduardo Gallardón         | 9 de octubre | 21:15 |
| Libre: Nueva Chicago   |       |                   |                           |              |       |

| Chacarita Juniors        | 0 - 1 | Platense               | Chacarita Juniors  | 12 de octubre | 13:05 |
| Comunicaciones           | 0 - 2 | UAI Urquiza            | Alfredo Ramos      | 12 de octubre | 15:30 |
| Colegiales               | 0 - 0 | Deportivo Morón        | Colegiales         | 12 de octubre | 15:30 |
| Atlanta                  | 1 - 0 | Estudiantes            | Don León Kolbovsky | 12 de octubre | 16:15 |
| Deportivo Merlo          | 1 - 0 | Acassuso               | José Manuel Moreno | 13 de octubre | 11:00 |
| Fénix                    | 0 - 1 | Los Andes              | Carlos Barraza     | 13 de octubre | 15:30 |
| Tristán Suárez           | 2 - 0 | Defensores de Belgrano | 20 de Octubre      | 13 de octubre | 15:45 |
| Almagro                  | 1 - 2 | Barracas Central       | Tres de Febrero    | 14 de octubre | 13:00 |
| Villa Dálmine            | 1 - 1 | Nueva Chicago          | Jorge Rubén Varela | 14 de octubre | 19:35 |
| Temperley                | 2 - 3 | Flandria               | Alfredo Beranger   | 23 de octubre | 19:00 |
| Libre: Deportivo Armenio |       |                        |                    |               |       |

| Platense               | 0 - 1 | Deportivo Merlo   | Ciudad de Vicente López   | 19 de octubre | 11:00 |
| Nueva Chicago          | 2 - 3 | Almagro           | República de Mataderos    | 19 de octubre | 13:05 |
| Barracas Central       | 1 - 0 | Chacarita Juniors | Claudio Chiqui Tapia      | 19 de octubre | 15:05 |
| Flandria               | 2 - 0 | Tristán Suárez    | Carlos V                  | 19 de octubre | 15:30 |
| Defensores de Belgrano | 0 - 0 | Colegiales        | Juan Pasquale             | 19 de octubre | 15:30 |
| Estudiantes            | 0 - 0 | Deportivo Armenio | Ciudad de Caseros         | 20 de octubre | 21:00 |
| Los Andes              | 1 - 1 | Temperley         | Eduardo Gallardón         | 20 de octubre | 21:10 |
| UAI Urquiza            | 1 - 2 | Atlanta           | Monumental de Villa Lynch | 21 de octubre | 15:30 |
| Acassuso               | 2 - 0 | Fénix             | Ciudad de Vicente López   | 21 de octubre | 21:00 |
| Deportivo Morón        | 2 - 1 | Comunicaciones    | Nuevo Francisco Urbano    | 22 de octubre | 21:05 |
| Libre: Villa Dálmine   |       |                   |                           |               |       |

| Temperley          | 0 - 0 | Acassuso               | Alfredo Beranger   | 28 de octubre | 20:00 |
| Atlanta            | 1 - 0 | Deportivo Morón        | Don León Kolbovsky | 29 de octubre | 15:05 |
| Comunicaciones     | 0 - 0 | Defensores de Belgrano | Alfredo Ramos      | 29 de octubre | 15:30 |
| Deportivo Armenio  | 3 - 1 | UAI Urquiza            | Armenia            | 29 de octubre | 15:30 |
| Chacarita Juniors  | 1 - 0 | Nueva Chicago          | Chacarita Juniors  | 29 de octubre | 19:05 |
| Fénix              | 2 - 4 | Platense               | Carlos Barraza     | 29 de octubre | 21:00 |
| Tristán Suárez     | 1 - 0 | Los Andes              | 20 de Octubre      | 30 de octubre | 15:05 |
| Colegiales         | 2 - 0 | Flandria               | Colegiales         | 30 de octubre | 15:30 |
| Almagro            | 1 - 0 | Villa Dálmine          | Tres de Febrero    | 30 de octubre | 15:30 |
| Deportivo Merlo    | 3 - 0 | Barracas Central       | José Manuel Moreno | 30 de octubre | 16:00 |
| Libre: Estudiantes |       |                        |                    |               |       |

| Flandria               | 2 - 2 | Comunicaciones    | Carlos V                  | 2 de noviembre | 11:00 |
| Nueva Chicago          | 1 - 0 | Deportivo Merlo   | República de Mataderos    | 2 de noviembre | 13:05 |
| Acassuso               | 0 - 0 | Tristán Suárez    | Ciudad de Vicente López   | 2 de noviembre | 15:30 |
| Defensores de Belgrano | 1 - 0 | Atlanta           | Juan Pasquale             | 2 de noviembre | 20:35 |
| Barracas Central       | 1 - 3 | Fénix             | Claudio Chiqui Tapia      | 3 de noviembre | 15:30 |
| Villa Dálmine          | 1 - 1 | Chacarita Juniors | Jorge Rubén Varela        | 3 de noviembre | 19:45 |
| UAI Urquiza            | 0 - 2 | Estudiantes       | Monumental de Villa Lynch | 5 de noviembre | 15:30 |
| Deportivo Morón        | 3 - 0 | Deportivo Armenio | Nuevo Francisco Urbano    | 5 de noviembre | 21:00 |
| Platense               | 0 - 0 | Temperley         | Ciudad de Vicente López   | 5 de noviembre | 21:05 |
| Los Andes              | 1 - 0 | Colegiales        | Eduardo Gallardón         | 5 de noviembre | 21:15 |
| Libre: Almagro         |       |                   |                           |                |       |

| Chacarita Juniors  | 1 - 0 | Almagro                | Chacarita Juniors  | 8 de noviembre  | 19:40 |
| Tristán Suárez     | 0 - 1 | Platense               | 20 de Octubre      | 9 de noviembre  | 13:10 |
| Atlanta            | 3 - 0 | Flandria               | Don León Kolbovsky | 9 de noviembre  | 15:30 |
| Comunicaciones     | 0 - 0 | Los Andes              | Alfredo Ramos      | 9 de noviembre  | 15:30 |
| Colegiales         | 1 - 1 | Acassuso               | Colegiales         | 9 de noviembre  | 15:30 |
| Temperley          | 1 - 0 | Barracas Central       | Alfredo Beranger   | 10 de noviembre | 11:00 |
| Fénix              | 1 - 0 | Nueva Chicago          | Carlos Barraza     | 10 de noviembre | 12:05 |
| Deportivo Merlo    | 0 - 0 | Villa Dálmine          | José Manuel Moreno | 10 de noviembre | 13:00 |
| Deportivo Armenio  | 2 - 0 | Defensores de Belgrano | Armenia            | 10 de noviembre | 15:30 |
| Estudiantes        | 0 - 0 | Deportivo Morón        | Ciudad de Caseros  | 12 de noviembre | 21:05 |
| Libre: UAI Urquiza |       |                        |                    |                 |       |

| Almagro                  | 1 - 1 | Deportivo Merlo   | Tres de Febrero         | 16 de noviembre | 17:00 |
| Nueva Chicago            | 0 - 0 | Temperley         | República de Mataderos  | 16 de noviembre | 17:00 |
| Barracas Central         | 1 - 0 | Tristán Suárez    | Claudio Chiqui Tapia    | 16 de noviembre | 17:00 |
| Platense                 | 1 - 2 | Colegiales        | Ciudad de Vicente López | 16 de noviembre | 17:00 |
| Defensores de Belgrano   | 1 - 0 | Estudiantes       | Juan Pasquale           | 16 de noviembre | 17:00 |
| Villa Dálmine            | 0 - 2 | Fénix             | Jorge Rubén Varela      | 16 de noviembre | 21:00 |
| Acassuso                 | 0 - 2 | Comunicaciones    | Ciudad de Vicente López | 17 de noviembre | 17:00 |
| Flandria                 | 1 - 3 | Deportivo Armenio | Tres de Febrero         | 17 de noviembre | 17:00 |
| Deportivo Morón          | 4 - 2 | UAI Urquiza       | Nuevo Francisco Urbano  | 19 de noviembre | 21:05 |
| Los Andes                | 1 - 1 | Atlanta           | José Manuel Moreno      | 4 de diciembre  | 17:35 |
| Libre: Chacarita Juniors |       |                   |                         |                 |       |

| Colegiales             | 0 - 0 | Barracas Central       | Colegiales                | 23 de noviembre | 17:00 |
| UAI Urquiza            | 0 - 0 | Defensores de Belgrano | Monumental de Villa Lynch | 23 de noviembre | 17:00 |
| Comunicaciones         | 1 - 0 | Platense               | Alfredo Ramos             | 23 de noviembre | 17:00 |
| Atlanta                | 4 - 1 | Acassuso               | Don León Kolbovsky        | 23 de noviembre | 17:05 |
| Fénix                  | 0 - 1 | Almagro                | Carlos Barraza            | 23 de noviembre | 20:00 |
| Estudiantes            | 1 - 0 | Flandria               | Ciudad de Caseros         | 23 de noviembre | 21:00 |
| Tristán Suárez         | 1 - 0 | Nueva Chicago          | 20 de Octubre             | 24 de noviembre | 17:00 |
| Deportivo Armenio      | 2 - 0 | Los Andes              | Armenia                   | 24 de noviembre | 17:00 |
| Deportivo Merlo        | 0 - 1 | Chacarita Juniors      | José Manuel Moreno        | 26 de noviembre | 17:00 |
| Temperley              | 1 - 0 | Villa Dálmine          | Alfredo Beranger          | 26 de noviembre | 21:05 |
| Libre: Deportivo Morón |       |                        |                           |                 |       |

| Los Andes              | 1 - 0 | Estudiantes       | José Manuel Moreno      | 29 de noviembre | 17:00 |
| Platense               | 1 - 1 | Atlanta           | Ciudad de Vicente López | 29 de noviembre | 20:35 |
| Barracas Central       | 1 - 1 | Comunicaciones    | Claudio Chiqui Tapia    | 30 de noviembre | 17:00 |
| Chacarita Juniors      | 1 - 3 | Fénix             | Chacarita Juniors       | 30 de noviembre | 17:00 |
| Flandria               | 0 - 2 | UAI Urquiza       | Armenia                 | 30 de noviembre | 17:00 |
| Defensores de Belgrano | 0 - 2 | Deportivo Morón   | Juan Pasquale           | 30 de noviembre | 17:05 |
| Villa Dálmine          | 0 - 0 | Tristán Suárez    | Jorge Rubén Varela      | 30 de noviembre | 20:30 |
| Acassuso               | 0 - 2 | Deportivo Armenio | Ciudad de Vicente López | 1 de diciembre  | 17:00 |
| Nueva Chicago          | 2 - 0 | Colegiales        | República de Mataderos  | 3 de diciembre  | 17:15 |
| Almagro                | 1 - 2 | Temperley         | Tres de Febrero         | 3 de diciembre  | 21:05 |
| Libre: Deportivo Merlo |       |                   |                         |                 |       |

| Fénix                         | 1 - 0 | Deportivo Merlo   | Carlos Barraza            | 6 de diciembre | 21:05 |
| Deportivo Armenio             | 0 - 0 | Platense          | Armenia                   | 7 de diciembre | 17:00 |
| Comunicaciones                | 1 - 2 | Nueva Chicago     | Alfredo Ramos             | 7 de diciembre | 17:00 |
| Colegiales                    | 2 - 1 | Villa Dálmine     | Colegiales                | 7 de diciembre | 17:00 |
| Estudiantes                   | 0 - 1 | Acassuso          | Ciudad de Caseros         | 7 de diciembre | 21:00 |
| Tristán Suárez                | 0 - 0 | Almagro           | 20 de Octubre             | 8 de diciembre | 17:00 |
| Deportivo Morón               | 4 - 0 | Flandria          | Nuevo Francisco Urbano    | 8 de diciembre | 17:15 |
| Temperley                     | 1 - 2 | Chacarita Juniors | Alfredo Beranger          | 8 de diciembre | 17:20 |
| Atlanta                       | 1 - 0 | Barracas Central  | Don León Kolbovsky        | 8 de diciembre | 20:05 |
| UAI Urquiza                   | 1 - 0 | Los Andes         | Monumental de Villa Lynch | 9 de diciembre | 17:00 |
| Libre: Defensores de Belgrano |       |                   |                           |                |       |

### Segunda rueda
| Deportivo Morón        | 0 - 2 | Los Andes         | Nuevo Francisco Urbano    | 7 de febrero  | 21:30 |
| Temperley              | 3 - 3 | Deportivo Merlo   | Alfredo Beranger          | 7 de febrero  | 21:30 |
| UAI Urquiza            | 1 - 1 | Acassuso          | Monumental de Villa Lynch | 8 de febrero  | 17:00 |
| Deportivo Armenio      | 2 - 2 | Barracas Central  | Armenia                   | 8 de febrero  | 17:00 |
| Comunicaciones         | 1 - 1 | Villa Dálmine     | Alfredo Ramos             | 8 de febrero  | 17:00 |
| Defensores de Belgrano | 1 - 0 | Flandria          | Juan Pasquale             | 8 de febrero  | 17:10 |
| Atlanta                | 1 - 2 | Nueva Chicago     | Don León Kolbovsky        | 8 de febrero  | 21:05 |
| Tristán Suárez         | 1 - 2 | Chacarita Juniors | 20 de Octubre             | 19 de febrero | 17:00 |
| Colegiales             | 2 - 0 | Almagro           | Colegiales                | 4 de marzo    | 17:00 |
| Estudiantes            | 0 - 1 | Platense          | Ciudad de Caseros         | 6 de marzo    | 17:00 |
| Libre: Fénix           |       |                   |                           |               |       |

| Nueva Chicago     | 2 - 0 | Deportivo Armenio      | República de Mataderos            | 11 de febrero | 17:00 |
| Fénix             | 4 - 3 | Temperley              | Carlos Barraza                    | 11 de febrero | 20:00 |
| Platense          | 3 - 0 | UAI Urquiza            | Ciudad de Vicente López           | 11 de febrero | 21:00 |
| Almagro           | 1 - 0 | Comunicaciones         | Tres de Febrero                   | 12 de febrero | 17:00 |
| Acassuso          | 2 - 0 | Deportivo Morón        | Ciudad de Vicente López           | 12 de febrero | 17:00 |
| Los Andes         | 1 - 2 | Defensores de Belgrano | Centenario Dr. José Luis Meiszner | 12 de febrero | 17:00 |
| Deportivo Merlo   | 3 - 0 | Tristán Suárez         | José Manuel Moreno                | 4 de marzo    | 17:00 |
| Villa Dálmine     | 0 - 2 | Atlanta                | Jorge Rubén Varela                | 5 de marzo    | 21:00 |
| Barracas Central  | 2 - 0 | Estudiantes            | Claudio Chiqui Tapia              | 16 de abril   | 15:30 |
| Chacarita Juniors | 1 - 0 | Colegiales             | Chacarita Juniors                 | 16 de abril   | 15:45 |
| Libre: Flandria   |       |                        |                                   |               |       |

| Tristán Suárez         | 2 - 2 | Fénix             | 20 de Octubre             | 15 de febrero | 17:00 |
| Flandria               | 4 - 0 | Los Andes         | Carlos V                  | 15 de febrero | 17:00 |
| Deportivo Armenio      | 2 - 3 | Villa Dálmine     | Armenia                   | 15 de febrero | 17:00 |
| Comunicaciones         | 1 - 1 | Chacarita Juniors | Alfredo Ramos             | 15 de febrero | 17:00 |
| Atlanta                | 1 - 0 | Almagro           | Don Leon Kolbovsky        | 15 de febrero | 18:30 |
| Defensores de Belgrano | 0 - 0 | Acassuso          | Juan Pasquale             | 16 de febrero | 17:00 |
| Colegiales             | 1 - 3 | Deportivo Merlo   | Colegiales                | 17 de febrero | 17:00 |
| UAI Urquiza            | 2 - 1 | Barracas Central  | Monumental de Villa Lynch | 17 de febrero | 17:00 |
| Estudiantes            | 0 - 2 | Nueva Chicago     | Ciudad de Caseros         | 17 de febrero | 21:00 |
| Deportivo Morón        | 2 - 3 | Platense          | Nuevo Francisco Urbano    | 18 de febrero | 21:05 |
| Libre: Temperley       |       |                   |                           |               |       |

| Almagro           | 1 - 0 | Deportivo Armenio      | Tres de Febrero         | 21 de febrero | 21:00 |
| Acassuso          | 0 - 0 | Flandria               | Ciudad de Vicente López | 22 de febrero | 17:00 |
| Barracas Central  | 1 - 1 | Deportivo Morón        | Claudio Chiqui Tapia    | 22 de febrero | 17:00 |
| Villa Dálmine     | 1 - 0 | Estudiantes            | Jorge Rubén Varela      | 22 de febrero | 17:00 |
| Chacarita Juniors | 1 - 2 | Atlanta                | Chacarita Juniors       | 22 de febrero | 17:05 |
| Nueva Chicago     | 1 - 0 | UAI Urquiza            | República de Mataderos  | 22 de febrero | 17:15 |
| Deportivo Merlo   | 1 - 0 | Comunicaciones         | José Manuel Moreno      | 23 de febrero | 17:00 |
| Platense          | 0 - 0 | Defensores de Belgrano | Ciudad de Vicente López | 23 de febrero | 21:00 |
| Fénix             | 0 - 0 | Colegiales             | Carlos Barraza          | 24 de febrero | 20:15 |
| Temperley         | 1 - 2 | Tristán Suárez         | Alfredo Beranger        | 25 de febrero | 21:05 |
| Libre: Los Andes  |       |                        |                         |               |       |

| Deportivo Morón        | 0 - 1 | Nueva Chicago     | Nuevo Francisco Urbano    | 28 de febrero | 20:35 |
| Colegiales             | 1 - 2 | Temperley         | Colegiales                | 1 de marzo    | 17:00 |
| Flandria               | 0 - 4 | Platense          | Carlos V                  | 1 de marzo    | 17:00 |
| UAI Urquiza            | 1 - 2 | Villa Dálmine     | Monumental de Villa Lynch | 1 de marzo    | 17:00 |
| Atlanta                | 0 - 0 | Deportivo Merlo   | Don Leon Kolbovsky        | 1 de marzo    | 17:00 |
| Comunicaciones         | 1 - 1 | Fénix             | Alfredo Ramos             | 1 de marzo    | 17:00 |
| Los Andes              | 2 - 0 | Accasuso          | Julio Humberto Grondona   | 1 de marzo    | 17:00 |
| Estudiantes            | 1 - 1 | Almagro           | Alfredo Beranger          | 1 de marzo    | 20:05 |
| Deportivo Armenio      | 2 - 2 | Chacarita Juniors | Armenia                   | 2 de marzo    | 17:00 |
| Defensores de Belgrano | 0 - 1 | Barracas Central  | Juan Pasquale             | 4 de marzo    | 21:05 |
| Libre: Tristán Suárez  |       |                   |                           |               |       |

| Temperley         | 2 - 1 | Comunicaciones         | Alfredo Beranger        | 7 de marzo  | 21:15 |
| Barracas Central  | 3 - 1 | Flandria               | Claudio Chiqui Tapia    | 8 de marzo  | 17:00 |
| Almagro           | 1 - 0 | UAI Urquiza            | Tres de Febrero         | 8 de marzo  | 17:00 |
| Nueva Chicago     | 1 - 0 | Defensores de Belgrano | República de Mataderos  | 8 de marzo  | 17:05 |
| Villa Dálmine     | 3 - 1 | Deportivo Morón        | Jorge Rubén Varela      | 8 de marzo  | 19:05 |
| Tristán Suárez    | 2 - 1 | Colegiales             | 20 de Octubre           | 9 de marzo  | 17:00 |
| Chacarita Juniors | 1 - 0 | Estudiantes            | Chacarita Juniors       | 9 de marzo  | 17:00 |
| Fénix             | 2 - 3 | Atlanta                | Carlos Barraza          | 9 de marzo  | 20:00 |
| Deportivo Merlo   | 1 - 1 | Deportivo Armenio      | José Manuel Moreno      | 10 de marzo | 17:00 |
| Platense          | 0 - 0 | Los Andes              | Ciudad de Vicente López | 10 de marzo | 21:00 |
| Libre: Acassuso   |       |                        |                         |             |       |

| Defensores de Belgrano | 0 - 0 | Villa Dálmine     | Juan Pasquale             | 11 de marzo | 16:00 |
| Flandria               | 0 - 0 | Nueva Chicago     | Carlos V                  | 11 de marzo | 16:05 |
| Deportivo Morón        | 0 - 0 | Almagro           | Nuevo Francisco Urbano    | 11 de marzo | 21:05 |
| UAI Urquiza            | 0 - 0 | Chacarita Juniors | Monumental de Villa Lynch | 12 de marzo | 15:05 |
| Comunicaciones         | 1 - 1 | Tristán Suárez    | Alfredo Ramos             | 12 de marzo | 16:00 |
| Atlanta                | 1 - 1 | Temperley         | Don León Kolbovsky        | 12 de marzo | 21:05 |
| Los Andes              | 2 - 0 | Barracas Central  | Eduardo Gallardón         | 13 de marzo | 14:30 |
| Deportivo Armenio      | 1 - 3 | Fénix             | Armenia                   | 13 de marzo | 16:00 |
| Accasuso               | 2 - 0 | Platense          | Jorge Rubén Varela        | 13 de marzo | 16:00 |
| Estudiantes            | 0 - 0 | Deportivo Merlo   | Ciudad de Caseros         | 13 de marzo | 16:00 |
| Libre: Colegiales      |       |                   |                           |             |       |

| Tristán Suárez    | 1 - 0 | Atlanta                | 20 de Octubre          | 15 de marzo | 13:05 |
| Villa Dálmine     | 1 - 1 | Flandria               | Jorge Rubén Varela     | 15 de marzo | 17:00 |
| Almagro           | 2 - 1 | Defensores de Belgrano | Tres de Febrero        | 15 de marzo | 17:05 |
| Colegiales        | 1 - 3 | Comunicaciones         | Colegiales             | 16 de marzo | 11:30 |
| Deportivo Merlo   | 4 - 0 | UAI Urquiza            | José Manuel Moreno     | 16 de marzo | 11:30 |
| Temperley         | 1 - 1 | Deportivo Armenio      | Alfredo Beranger       | 16 de marzo | 21:30 |
| Barracas Central  | 2 - 0 | Acassuso               | Claudio Chiqui Tapia   | 17 de marzo | 16:00 |
| Fénix             | 4 - 2 | Estudiantes            | Carlos Barraza         | 17 de marzo | 20:00 |
| Nueva Chicago     | 3 - 2 | Los Andes              | República de Mataderos | 18 de marzo | 15:05 |
| Chacarita Juniors | 0 - 2 | Deportivo Morón        | Chacarita Juniors      | 18 de marzo | 21:05 |
| Libre: Platense   |       |                        |                        |             |       |

| Acassuso               | 1 - 2 | Nueva Chicago     | Colegiales                | 22 de marzo | 13:05 |
| Flandria               | 3 - 0 | Almagro           | Carlos V                  | 22 de marzo | 14:00 |
| Atlanta                | 2 - 0 | Colegiales        | Don León Kolbovsky        | 22 de marzo | 16:00 |
| Deportivo Armenio      | 3 - 0 | Tristán Suárez    | Armenia                   | 22 de marzo | 16:00 |
| Estudiantes            | 3 - 2 | Temperley         | Ciudad de Caseros         | 22 de marzo | 16:00 |
| Defensores de Belgrano | 2 - 0 | Chacarita Juniors | Juan Pasquale             | 22 de marzo | 17:05 |
| Los Andes              | 1 - 0 | Villa Dálmine     | Eduardo Gallardón         | 23 de marzo | 14:00 |
| Platense               | 2 - 3 | Barracas Central  | Ciudad de Vicente López   | 23 de marzo | 20:00 |
| UAI Urquiza            | 2 - 1 | Fénix             | Monumental de Villa Lynch | 24 de marzo | 16:00 |
| Deportivo Morón        | 0 - 2 | Deportivo Merlo   | Nuevo Francisco Urbano    | 25 de marzo | 21:10 |
| Libre: Comunicaciones  |       |                   |                           |             |       |

| Chacarita Juniors       | 1 - 1 | Flandria               | Chacarita Juniors      | 29 de marzo | 11:20 |
| Nueva Chicago           | 3 - 1 | Platense               | República de Mataderos | 29 de marzo | 13:05 |
| Deportivo Merlo         | 1 - 0 | Defensores de Belgrano | José Manuel Moreno     | 29 de marzo | 16:00 |
| Colegiales              | 1 - 3 | Deportivo Armenio      | Colegiales             | 29 de marzo | 16:00 |
| Comunicaciones          | 0 - 0 | Atlanta                | Alfredo Ramos          | 29 de marzo | 16:00 |
| Fénix                   | 2 - 0 | Deportivo Morón        | Carlos Barraza         | 29 de marzo | 20:35 |
| Tristán Suárez          | 0 - 0 | Estudiantes            | 20 de Octubre          | 30 de marzo | 16:00 |
| Almagro                 | 0 - 0 | Los Andes              | Tres de Febrero        | 31 de marzo | 16:00 |
| Villa Dálmine           | 2 - 1 | Acassuso               | Jorge Rubén Varela     | 31 de marzo | 20:00 |
| Temperley               | 2 - 1 | UAI Urquiza            | Alfredo Beranger       | 31 de marzo | 21:00 |
| Libre: Barracas Central |       |                        |                        |             |       |

| Estudiantes            | 2 - 0 | Colegiales        | Ciudad de Caseros         | 5 de abril  | 21:00 |
| UAI Urquiza            | 1 - 2 | Tristán Suárez    | Monumental de Villa Lynch | 6 de abril  | 11:00 |
| Platense               | 2 - 0 | Villa Dálmine     | Ciudad de Vicente López   | 6 de abril  | 15:30 |
| Barracas Central       | 0 - 0 | Nueva Chicago     | Claudio Chiqui Tapia      | 30 de abril | 15:05 |
| Flandria               | 3 - 0 | Deportivo Merlo   | Carlos V                  | 30 de abril | 15:30 |
| Deportivo Armenio      | 0 - 0 | Comunicaciones    | Armenia                   | 30 de abril | 15:30 |
| Los Andes              | 5 - 1 | Chacarita Juniors | Eduardo Gallardón         | 30 de abril | 15:45 |
| Defensores de Belgrano | 3 - 1 | Fénix             | Juan Pasquale             | 30 de abril | 15:45 |
| Deportivo Morón        | 1 - 2 | Temperley         | Nuevo Francisco Urbano    | 30 de abril | 21:10 |
| Acassuso               | 1 - 1 | Almagro           | Colegiales                | 7 de mayo   | 15:45 |
| Libre: Atlanta         |       |                   |                           |             |       |

| Fénix                | 0 - 0 | Flandria               | Carlos Barraza     | 8 de abril  | 21:05 |
| Chacarita Juniors    | 2 - 1 | Acassuso               | Chacarita Juniors  | 9 de abril  | 15:05 |
| Deportivo Merlo      | 2 - 4 | Los Andes              | José Manuel Moreno | 9 de abril  | 15:30 |
| Tristán Suárez       | 0 - 1 | Deportivo Morón        | 20 de Octubre      | 9 de abril  | 15:30 |
| Colegiales           | 0 - 1 | UAI Urquiza            | Colegiales         | 9 de abril  | 15:30 |
| Comunicaciones       | 0 - 0 | Estudiantes            | Alfredo Ramos      | 9 de abril  | 15:30 |
| Villa Dálmine        | 2 - 3 | Barracas Central       | Jorge Rubén Varela | 9 de abril  | 19:00 |
| Temperley            | 1 - 0 | Defensores de Belgrano | Alfredo Beranger   | 9 de abril  | 20:15 |
| Atlanta              | 1 - 1 | Deportivo Armenio      | Don León Kolbovsky | 9 de abril  | 21:00 |
| Almagro              | 2 - 1 | Platense               | Tres de Febrero    | 10 de abril | 15:30 |
| Libre: Nueva Chicago |       |                        |                    |             |       |

| UAI Urquiza              | 2 - 0 | Comunicaciones    | Monumental de Villa Lynch | 12 de abril | 11:00 |
| Flandria                 | 0 - 1 | Temperley         | Carlos V                  | 12 de abril | 11:05 |
| Nueva Chicago            | 2 - 0 | Villa Dálmine     | República de Mataderos    | 12 de abril | 13:05 |
| Defensores de Belgrano   | 1 - 0 | Tristán Suárez    | Juan Pasquale             | 12 de abril | 15:30 |
| Acassuso                 | 1 - 0 | Deportivo Merlo   | Colegiales                | 12 de abril | 15:30 |
| Platense                 | 2 - 2 | Chacarita Juniors | Ciudad de Vicente López   | 13 de abril | 11:00 |
| Estudiantes              | 1 - 1 | Atlanta           | Ciudad de Caseros         | 13 de abril | 11:00 |
| Los Andes                | 1 - 2 | Fénix             | Eduardo Gallardón         | 13 de abril | 15:30 |
| Barracas Central         | 1 - 1 | Almagro           | Claudio Chiqui Tapia      | 13 de abril | 15:30 |
| Deportivo Morón          | 2 - 0 | Colegiales        | Nuevo Francisco Urbano    | 13 de abril | 16:00 |
| Libre: Deportivo Armenio |       |                   |                           |             |       |

| Temperley            | 0 - 1 | Los Andes              | Alfredo Beranger   | 18 de abril | 15:05 |
| Tristán Suárez       | 3 - 3 | Flandria               | 20 de Octubre      | 18 de abril | 15:30 |
| Fénix                | 1 - 2 | Acassuso               | Jorge Rubén Varela | 18 de abril | 15:30 |
| Almagro              | 0 - 2 | Nueva Chicago          | Tres de Febrero    | 18 de abril | 21:05 |
| Chacarita Juniors    | 0 - 0 | Barracas Central       | Chacarita Juniors  | 19 de abril | 11:00 |
| Colegiales           | 0 - 1 | Defensores de Belgrano | Colegiales         | 19 de abril | 13:00 |
| Deportivo Merlo      | 0 - 1 | Platense               | José Manuel Moreno | 19 de abril | 13:35 |
| Comunicaciones       | 0 - 1 | Deportivo Morón        | Alfredo Ramos      | 19 de abril | 15:30 |
| Deportivo Armenio    | 1 - 0 | Estudiantes            | Armenia            | 19 de abril | 15:30 |
| Atlanta              | 0 - 0 | UAI Urquiza            | Don León Kolbovsky | 19 de abril | 17:05 |
| Libre: Villa Dálmine |       |                        |                    |             |       |

| Nueva Chicago          | 1 - 3 | Chacarita Juniors | República de Mataderos    | 22 de abril | 15:05 |
| Defensores de Belgrano | 2 - 0 | Comunicaciones    | Juan Pasquale             | 22 de abril | 15:30 |
| Villa Dálmine          | 2 - 1 | Almagro           | Jorge Rubén Varela        | 22 de abril | 15:30 |
| UAI Urquiza            | 2 - 1 | Deportivo Armenio | Monumental de Villa Lynch | 22 de abril | 15:30 |
| Acassuso               | 2 - 3 | Temperley         | Colegiales                | 22 de abril | 15:30 |
| Flandria               | 0 - 0 | Colegiales        | Carlos V                  | 22 de abril | 15:30 |
| Barracas Central       | 1 - 0 | Deportivo Merlo   | Claudio Chiqui Tapia      | 22 de abril | 15:30 |
| Los Andes              | 0 - 1 | Tristán Suárez    | Eduardo Gallardón         | 22 de abril | 16:00 |
| Deportivo Morón        | 2 - 1 | Atlanta           | Nuevo Francisco Urbano    | 22 de abril | 21:05 |
| Platense               | 2 - 0 | Fénix             | Ciudad de Vicente López   | 23 de abril | 15:30 |
| Libre: Estudiantes     |       |                   |                           |             |       |

| Chacarita Juniors | 1 - 1 | Villa Dálmine          | Chacarita Juniors  | 26 de abril | 11:00 |
| Deportivo Merlo   | 0 - 0 | Nueva Chicago          | José Manuel Moreno | 26 de abril | 12:40 |
| Atlanta           | 1 - 1 | Defensores de Belgrano | Don León Kolbovsky | 26 de abril | 14:45 |
| Colegiales        | 2 - 0 | Los Andes              | Colegiales         | 26 de abril | 15:30 |
| Fénix             | 0 - 1 | Barracas Central       | Carlos Barraza     | 26 de abril | 15:30 |
| Comunicaciones    | 3 - 1 | Flandria               | Alfredo Ramos      | 26 de abril | 15:40 |
| Temperley         | 2 - 1 | Platense               | Alfredo Beranger   | 27 de abril | 14:10 |
| Deportivo Armenio | 0 - 2 | Deportivo Morón        | Armenia            | 27 de abril | 15:30 |
| Tristán Suárez    | 0 - 0 | Acassuso               | 20 de Octubre      | 27 de abril | 15:30 |
| Estudiantes       | 3 - 1 | UAI Urquiza            | Ciudad de Caseros  | 28 de abril | 15:30 |
| Libre: Almagro    |       |                        |                    |             |       |

| Nueva Chicago          | 3 - 0 | Fénix             | República de Mataderos  | 3 de mayo | 13:05 |
| Defensores de Belgrano | 0 - 0 | Deportivo Armenio | Juan Pasquale           | 3 de mayo | 15:30 |
| Villa Dálmine          | 0 - 1 | Deportivo Merlo   | Jorge Rubén Varela      | 3 de mayo | 15:30 |
| Almagro                | 2 - 1 | Chacarita Juniors | Tres de Febrero         | 3 de mayo | 17:10 |
| Los Andes              | 1 - 0 | Comunicaciones    | Eduardo Gallardón       | 4 de mayo | 11:00 |
| Acassuso               | 2 - 1 | Colegiales        | Jorge Rubén Varela      | 4 de mayo | 15:30 |
| Barracas Central       | 0 - 0 | Temperley         | Claudio Chiqui Tapia    | 4 de mayo | 15:30 |
| Flandria               | 0 - 0 | Atlanta           | Carlos V                | 5 de mayo | 15:30 |
| Deportivo Morón        | 0 - 0 | Estudiantes       | Nuevo Francisco Urbano  | 6 de mayo | 21:00 |
| Platense               | 4 - 3 | Tristán Suárez    | Ciudad de Vicente López | 6 de mayo | 21:05 |
| Libre: UAI Urquiza     |       |                   |                         |           |       |

| Fénix                    | 2 - 1 | Villa Dálmine          | Carlos Barraza            | 10 de mayo | 11:00 |
| Deportivo Merlo          | 1 - 2 | Almagro                | José Manuel Moreno        | 10 de mayo | 11:00 |
| Colegiales               | 2 - 2 | Platense               | Colegiales                | 10 de mayo | 11:00 |
| Estudiantes              | 2 - 2 | Defensores de Belgrano | Ciudad de Caseros         | 10 de mayo | 11:00 |
| UAI Urquiza              | 2 - 0 | Deportivo Morón        | Monumental de Villa Lynch | 10 de mayo | 13:05 |
| Comunicaciones           | 1 - 1 | Acassuso               | Alfredo Ramos             | 10 de mayo | 15:30 |
| Tristán Suárez           | 1 - 1 | Barracas Central       | 20 de Octubre             | 10 de mayo | 15:30 |
| Deportivo Armenio        | 0 - 0 | Flandria               | Armenia                   | 10 de mayo | 15:30 |
| Atlanta                  | 1 - 0 | Los Andes              | Don León Kolbovsky        | 10 de mayo | 17:05 |
| Temperley                | 2 - 0 | Nueva Chicago          | Alfredo Beranger          | 11 de mayo | 14:10 |
| Libre: Chacarita Juniors |       |                        |                           |            |       |

| Chacarita Juniors      | 1 - 2 | Deportivo Merlo   | Chacarita Juniors       | 13 de mayo | 15:30 |
| Defensores de Belgrano | 1 - 0 | UAI Urquiza       | Juan Pasquale           | 13 de mayo | 15:30 |
| Flandria               | 2 - 1 | Estudiantes       | Carlos V                | 13 de mayo | 15:30 |
| Barracas Central       | 3 - 0 | Colegiales        | Claudio Chiqui Tapia    | 13 de mayo | 15:40 |
| Los Andes              | 1 - 1 | Deportivo Armenio | Eduardo Gallardón       | 13 de mayo | 15:45 |
| Platense               | 4 - 1 | Comunicaciones    | Ciudad de Vicente López | 13 de mayo | 21:10 |
| Nueva Chicago          | 0 - 0 | Tristán Suárez    | República de Mataderos  | 14 de mayo | 15:10 |
| Acassuso               | 0 - 1 | Atlanta           | Colegiales              | 14 de mayo | 15:35 |
| Villa Dálmine          | 1 - 2 | Temperley         | Jorge Rubén Varela      | 14 de mayo | 15:35 |
| Almagro                | 0 - 0 | Fénix             | Tres de Febrero         | 14 de mayo | 21:00 |
| Libre: Deportivo Morón |       |                   |                         |            |       |

| Colegiales             | 0 - 1 | Nueva Chicago          | Colegiales                | 17 de mayo | 13:10 |
| UAI Urquiza            | 1 - 0 | Flandria               | Monumental de Villa Lynch | 17 de mayo | 15:30 |
| Estudiantes            | 3 - 0 | Los Andes              | Ciudad de Caseros         | 17 de mayo | 15:30 |
| Comunicaciones         | 0 - 1 | Barracas Central       | Alfredo Ramos             | 17 de mayo | 15:30 |
| Tristán Suárez         | 1 - 1 | Villa Dálmine          | 20 de Octubre             | 17 de mayo | 15:30 |
| Deportivo Armenio      | 0 - 3 | Acassuso               | Armenia                   | 17 de mayo | 15:30 |
| Temperley              | 0 - 0 | Almagro                | Alfredo Beranger          | 17 de mayo | 15:40 |
| Deportivo Morón        | 0 - 1 | Defensores de Belgrano | Nuevo Francisco Urbano    | 17 de mayo | 15:45 |
| Atlanta                | 0 - 1 | Platense               | Don León Kolbovsky        | 17 de mayo | 17:10 |
| Fénix                  | 1 - 0 | Chacarita Juniors      | Carlos Barraza            | 19 de mayo | 21:00 |
| Libre: Deportivo Merlo |       |                        |                           |            |       |

| Nueva Chicago                 | 0 - 1 | Comunicaciones    | República de Mataderos    | 24 de mayo | 13:20 |
| Acassuso                      | 1 - 3 | Estudiantes       | Monumental de Villa Lynch | 24 de mayo | 15:30 |
| Platense                      | 0 - 0 | Deportivo Armenio | Ciudad de Vicente López   | 25 de mayo | 11:00 |
| Chacarita Juniors             | 2 - 0 | Temperley         | Chacarita Juniors         | 25 de mayo | 11:45 |
| Barracas Central              | 1 - 1 | Atlanta           | Claudio Chiqui Tapia      | 25 de mayo | 15:30 |
| Flandria                      | 0 - 0 | Deportivo Morón   | Carlos V                  | 25 de mayo | 15:30 |
| Los Andes                     | 2 - 0 | UAI Urquiza       | Eduardo Gallardón         | 25 de mayo | 15:30 |
| Villa Dálmine                 | 1 - 1 | Colegiales        | Jorge Rubén Varela        | 25 de mayo | 15:30 |
| Deportivo Merlo               | 0 - 1 | Fénix             | José Manuel Moreno        | 25 de mayo | 15:30 |
| Almagro                       | 1 - 1 | Tristán Suárez    | Tres de Febrero           | 26 de mayo | 15:30 |
| Libre: Defensores de Belgrano |       |                   |                           |            |       |

- Fuente: Cuadrangular Segundo ascenso

## Torneo reducido
Los equipos ubicados del 2.º al 5.º lugar de la tabla de posiciones participarán del Reducido. El mismo consiste en un torneo por eliminación directa que inicia enfrentándose en semifinales, a doble partido, el 2.º contra el 5.º y el 3.º al 4.º. Los ganadores avanzarán a la final, que se definirá también en partidos de ida y vuelta. El equipo que haya finalizado el torneo regular mejor posicionado que su adversario cerrará la serie como local. El equipo que resulte ganador del torneo obtendrá el segundo ascenso y jugará la temporada entrante en la Primera B Nacional.

### Cuadro
|  | Semifinales             | Semifinales             | Semifinales             |   |           | Final          | Final          | Final          |  |
|  | 28 de mayo y 1 de junio | 28 de mayo y 1 de junio | 28 de mayo y 1 de junio |   |           | 5 y 8 de junio | 5 y 8 de junio | 5 y 8 de junio |  |
|  |                         |                         |                         |   |           |                |                |                |  |
|  |                         |                         |                         |   |           |                |                |                |  |
|  | Temperley               | 0                       | 2                       |   |           |                |                |                |  |
|  | Temperley               | 0                       | 2                       |   |           |                |                |                |  |
|  | Fénix                   | 0                       | 0                       |   |           |                |                |                |  |
|  | Fénix                   | 0                       | 0                       |   | Temperley | 0              | 1(5)           |                |  |
|  |                         |                         |                         |   | Temperley | 0              | 1(5)           |                |  |
|  |                         |                         | Platense                | 1 | 0(4)      |                |                |                |  |
|  | Atlanta                 | 0                       | Platense                | 1 | 0(4)      | 1(3)           |                |                |  |
|  | Atlanta                 | 0                       |                         |   |           | 1(3)           |                |                |  |
|  | Platense                | 0                       | 1(4)                    |   |           |                |                |                |  |
|  | Platense                | 0                       | 1(4)                    |   |           |                |                |                |  |
|  |                         |                         |                         |   |           |                |                |                |  |

- Nota: En cada llave, el equipo ubicado en la primera línea es el que ejerce la localía en el partido de vuelta.

### Semifinales
| 28 de mayo 15:10 hs. | Fénix | 0:0 (0:0) | Temperley | Estadio Carlos Barraza, Pilar                                |                                                              |
|                      |       | Reporte   |           | Asistencia: 2.000 espectadores Árbitro(s): Lucas Di Bastiano | Asistencia: 2.000 espectadores Árbitro(s): Lucas Di Bastiano |

| 1 de junio 17:10 hs. | Temperley                         | 2:0 (1:0) | Fénix | Estadio Alfredo Beranger, Turdera                        |                                                          |
|                      | Brandán 44' · Sambueza 94' (pen.) | Reporte   |       | Asistencia: 12.000 espectadores Árbitro(s): Ramiro López | Asistencia: 12.000 espectadores Árbitro(s): Ramiro López |

| 28 de mayo 21:05 hs. | Platense | 0:0 (0:0) | Atlanta | Estadio Ciudad de Vicente López, Florida                  |                                                           |
|                      |          | Reporte   |         | Asistencia: 9.000 espectadores Árbitro(s): Paulo Vigliano | Asistencia: 9.000 espectadores Árbitro(s): Paulo Vigliano |

| 1 de junio 13:05 hs. | Atlanta                                     | 1:1 (0:0) (3:4 p.)         | Platense                                      | Estadio Don León Kolbovsky, Buenos Aires                  |                                                           |
|                      | Godoy 83'                                   | Reporte                    | Rodríguez 47'                                 | Asistencia: 7.000 espectadores Árbitro(s): Martín Gonaldi | Asistencia: 7.000 espectadores Árbitro(s): Martín Gonaldi |
|                      |                                             | Tiros desde el punto penal |                                               |                                                           |                                                           |
|                      | Godoy · Nanía · Perujo · Lazzarini · Palisi |                            | Rodríguez · Quiroga · Barreiro · Ortíz · Vega |                                                           |                                                           |

### Final
| 5 de junio 20:15 hs. | Platense      | 1:0 (0:0) | Temperley | Estadio Ciudad de Vicente López, Florida                 |                                                          |
|                      | Rodríguez 80' | Reporte   |           | Asistencia: 13.500 espectadores Árbitro(s): Pablo Dóvalo | Asistencia: 13.500 espectadores Árbitro(s): Pablo Dóvalo |

| 8 de junio 22:10 hs. | Temperley                                                              | 1:0 (0:0) (5:4 p.) | Platense                                                          | Estadio Alfredo Beranger, Turdera                          |                                                            |
|                      | Rojas 90'                                                              | [http://blog.todoascensoweb.com.ar/2014/06/09/temperley-1-vs-platense-0-gasolero-nacional/ (enlace roto disponible en Internet Archive; véase el historial, la primera versión y la última). Reporte] |                                                                   | Asistencia: 17.000 espectadores Árbitro(s): Ignacio Lupani | Asistencia: 17.000 espectadores Árbitro(s): Ignacio Lupani |
|                      |                                                                        | Tiros desde el punto penal |                                                                   |                                                            |                                                            |
|                      | Sambueza · Corado · Di Lorenzo · Quiñónez · Crivelli · Arregui · Rojas | | Rodríguez · Páez · Melivillo · Pansardi · Vega · Molina · H. Vega |                                                            |                                                            |

## Goleadores
| Pos. | Jugador              | Jugador        | Goles | Equipo            |
| ---- | -------------------- | -------------- | ----- | ----------------- |
| 1.º  | Bandera de Argentina | Ramón Lentini  | 18    | Chacarita Jrs.    |
| 2.º  | Bandera de Argentina | Leonardo Ramos | 16    | Deportivo Armenio |
| 3.º  | Bandera de Argentina | Daniel Vega    | 15    | Platense          |
| 4.º  | Bandera de Argentina | Luis López     | 14    | Temperley         |
| 5.º  | Bandera de Argentina | Damián Akerman | 13    | Deportivo Morón   |
| 5.º  | Bandera de Argentina | Leonardo Ruiz  | 13    | Fénix             |

Fuente: Solo Ascenso - Goleadores

## Entrenadores
| Equipo           | Entrenador (jornadas)                                                                                |
| ---------------- | --- |
| Acassuso         | Fabián Nardozza (1-20) Gastón Ramondino (21) Walter Otta (21-42)                                     |
| Almagro          | Carlos Mayor (1-36) Néstor Rapa (37-42)                                                              |
| Atlanta          | Sebastián Méndez (1-16) Sebastián Cassano (17-37) Carlos Mayor (38-42)                               |
| Barracas Central | Juan Carlos Kopriva (1-16) Salvador Daniele (17-42)                                                  |
| Colegiales       | Facundo Besada (1-8) Néstor Ferraresi (9-35) Fernando De Souza (36-42)                               |
| Comunicaciones   | Jorge Vivaldo (1-23) Eduardo Rizzo (24-36) José Barrella (37-42)                                     |
| Deportivo Merlo  | Salvador Pasini (1-21) Marcelo Straccia (22-42)                                                      |
| Deportivo Morón  | Mario Grana (1-31) Salvador Pasini (32-42)                                                           |
| Estudiantes      | Oscar Blanco (1-24) Fabián Anselmo (25-42)                                                           |
| Flandria         | Edgardo Martíni (1-4) Luis Blanco (5-14) Fernando Ruiz (13-37) Pedro Monzón (38-41)                  |
| Los Andes        | Felipe De la Riva (1-26) Fabián Nardozza (27-42)                                                     |
| Nueva Chicago    | Mario Finarolli (1-18) Pablo Guede (19-42)                                                           |
| Platense         | Pedro Monzón (1-11) Mariano Rukavina (12-13 y 20-21) Sergio Rondina (14-19) Sebastián Méndez (22-42) |
| Temperley        | Aníbal Biggeri (1-23) Ricardo Rezza (24-42)                                                          |
| Villa Dálmine    | Walter Otta (1-21) Sergio Rondina (22-42)                                                            |